# 浦川駅
浦川駅（うらかわえき）は、静岡県浜松市天竜区佐久間町浦川にある、東海旅客鉄道（JR東海）飯田線の駅である。

## 歴史
- 1934年（昭和9年）11月11日：三信鉄道三信三輪（現・東栄） - 佐久間（現・中部天竜）間延伸時に開設[1][2]。一般駅[2]。
- 1943年（昭和18年）8月1日：三信鉄道線が飯田線の一部として国有化され、運輸通信省（後の日本国有鉄道）の駅となる[1][2]。
- 1980年（昭和55年）3月31日：専用線発着車扱貨物取扱廃止（旅客駅化）[2]。
- 1984年（昭和59年）2月24日：飯田線南部CTC化に伴い業務委託駅化[2]。
- 1985年（昭和60年）3月14日：チッキの取扱を廃止[2]。
- 1987年（昭和62年）
  - 3月1日：夜間無人化。
  - 4月1日：国鉄分割民営化により、東海旅客鉄道の駅となる[1][2]。
- 1991年（平成3年）2月1日：完全無人化。

## 駅構造
島式ホーム1面2線と側線2本を有し、列車交換が可能な地上駅。中部天竜方面に警報機と遮断機の付いた構内踏切がある。中部天竜駅管理の無人駅。駅舎は下り線側にある。かつては上り線から、小野田セメントのセメント貯蔵施設へ至る専用線が分岐していた。

### のりば
| 番線 | 路線      | 方向 | 行先               |
| ---- | --------- | ---- | ------------------ |
| 1    | CD 飯田線 | 上り | 豊橋方面           |
| 2    | CD 飯田線 | 下り | 中部天竜・飯田方面 |

付記事項
- かつて国鉄時代の急行「伊那」が停車していた。

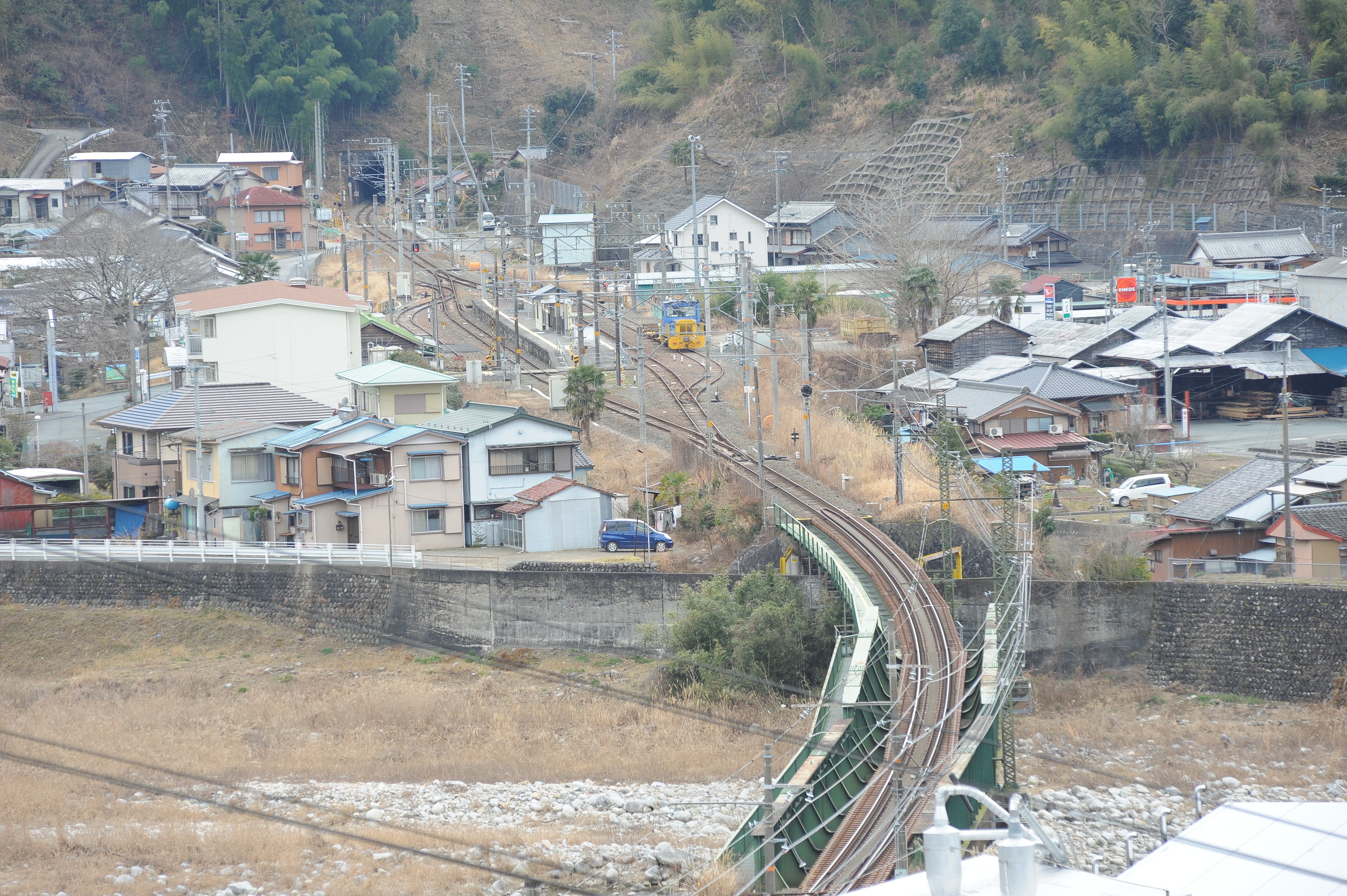
駅全景（2015年2月）
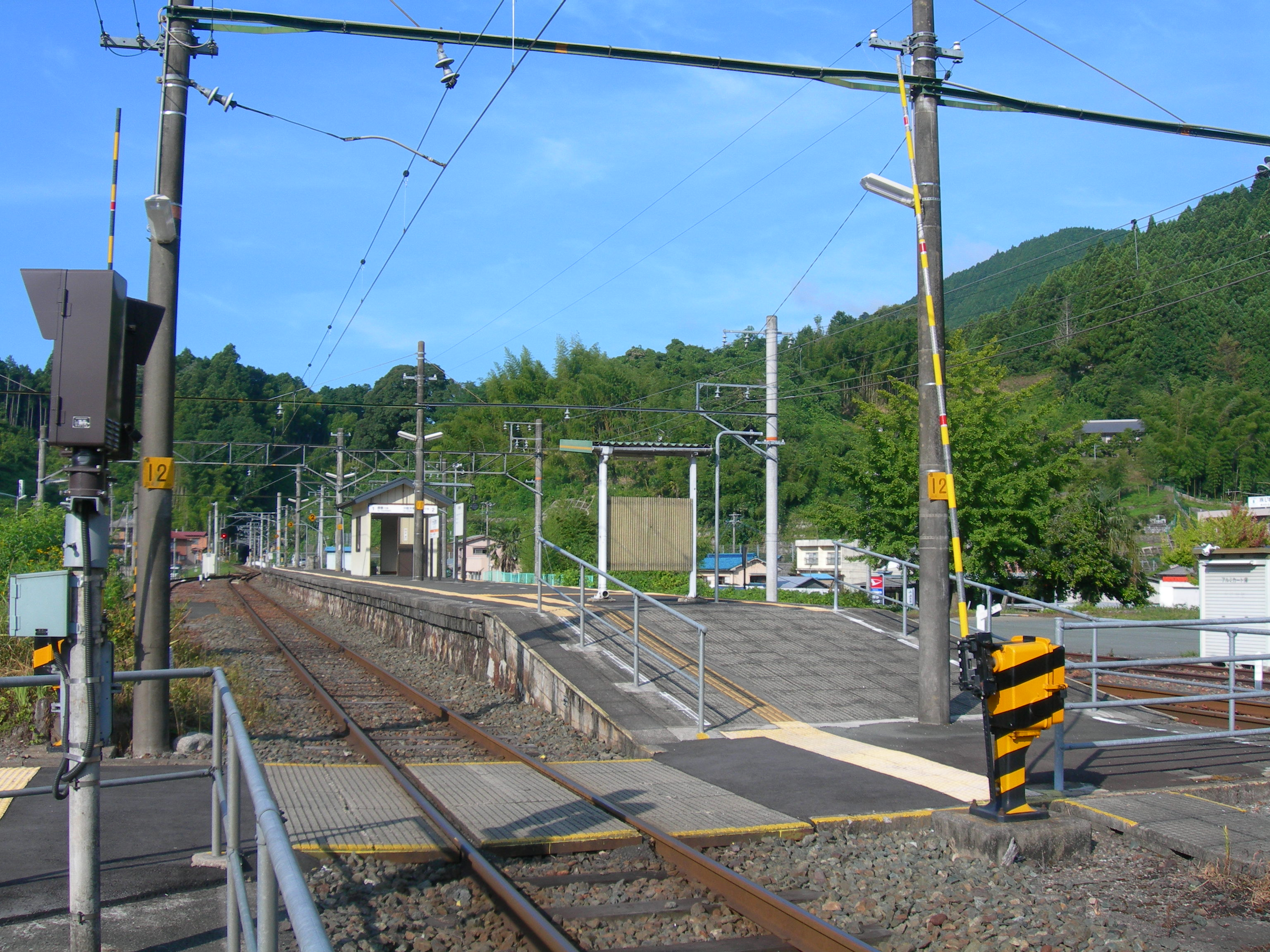
ホーム（2008年8月）

## 利用状況
2021年度（令和3年度）の1日平均乗車人員は37人である。
「静岡県統計年鑑」・「浜松市統計書」によると、1993年度（平成5年度）以降の推移は以下の通り。なお、2001年度（平成13年度）- 2006年度（平成18年度）の統計は非公表である。
| 乗車人員推移       | 乗車人員推移     | 乗車人員推移 |
| 年度               | 1日平均 乗車人員 | 出典         |
| ------------------ | ---------------- | ------------ |
| 1993年（平成05年） | 265              | [ 4 ]        |
| 1994年（平成06年） | 266              | [ 4 ]        |
| 1995年（平成07年） | 260              | [ 4 ]        |
| 1996年（平成08年） | 244              | [ 4 ]        |
| 1997年（平成09年） | 232              | [ 4 ]        |
| 1998年（平成10年） | 208              | [ 4 ]        |
| 1999年（平成11年） | 194              | [ 4 ]        |
| 2000年（平成12年） | 174              | [ 4 ]        |
| 2001年（平成13年） | 非公表           | [ 4 ]        |
| 2002年（平成14年） | 非公表           | [ 4 ]        |
| 2003年（平成15年） | 非公表           | [ 4 ]        |
| 2004年（平成16年） | 非公表           | [ 4 ]        |
| 2005年（平成17年） | 非公表           | [ 4 ]        |
| 2006年（平成18年） | 非公表           | [ 4 ]        |
| 2007年（平成19年） | 116              | [ 5 ]        |
| 2008年（平成20年） | 114              | [ 6 ]        |
| 2009年（平成21年） | 102              | [ 7 ]        |
| 2010年（平成22年） | 94               | [ 4 ]        |
| 2011年（平成23年） | 84               | [ 4 ]        |
| 2012年（平成24年） | 78               | [ 4 ]        |
| 2013年（平成25年） | 65               | [ 4 ]        |
| 2014年（平成26年） | 69               | [ 4 ]        |
| 2015年（平成27年） | 72               | [ 4 ]        |
| 2016年（平成28年） | 63               | [ 4 ]        |
| 2017年（平成29年） | 60               | [ 4 ]        |
| 2018年（平成30年） | 64               | [ 4 ]        |
| 2019年（令和元年） | 55               | [ 4 ]        |
| 2020年（令和02年） | 40               | [ 4 ]        |
| 2021年（令和03年） | 37               | [ 4 ]        |

## 駅周辺
- 浜松市立浦川小学校
- 浦川郵便局
- 佐久間病院附属浦川診療所
- 国道473号
- 静岡県道294号御園浦川停車場線
- 大千瀬川
- 相川
- 佐久間ふれあいバス
  - 「浦川漁協事務所前」停留所（月、水曜日のみ発着）
  - 「浦川診療所前」停留所（火、木、金曜日のみ発着）

## 隣の駅
東海旅客鉄道（JR東海）
CD 飯田線
- 臨時急行「飯田線秘境駅号」停車駅（上りのみ）

■快速（上りのみ運転）
東栄駅 ← 浦川駅 ← 中部天竜駅
■普通
上市場駅 - 浦川駅 - 早瀬駅